# Dex Huygens
Dex Huygens is een personage uit de Nederlandse soapserie Goede tijden, slechte tijden. De rol wordt gespeeld door acteur Emiel Sandtke. Dex is net als zijn ouders en zus sinds 22 mei 2008 te zien in GTST.

## Levensverhaal
Dex is de zoon van Martijn en Irene Huygens. Zijn vader werkt als huisarts en zijn moeder als psycholoog. De oudere zus van Dex heet Ronja. Voor hun introductie woonde Dex al in Meerdijk.

### Pillen
Dex' vader Martijn werkt als huisarts met praktijk aan huis. In zijn praktijk heeft hij een medicijnkast, waarvan Dex weet waar de sleutel ligt. Om vrienden te maken gaat Dex aan zijn klasgenoten pillen verkopen. Hij vraagt ook aan Noud of hij een pilletje uit wil proberen. Als Dex Nina voor de eerste keer ontmoet is hij meteen verliefd. Hij probeert op allerlei manieren indruk op haar te maken. Nina heeft een avond zitten feesten, maar is vergeten dat ze een opdracht voor een klant moest afmaken. Via Noud weet ze dat Dex in pilletjes handelt. 's Avonds laat staat Nina bij Dex aan de deur. Ze wil graag een paar pilletjes hebben. Dex vindt dit geen goed idee, maar Nina begint aan te dringen. Hij wil dat Nina hem leuk gaat vinden en besluit haar een aantal pilletjes te geven. De enige voorwaarde is dat Nina het pas thuis mag innemen en niet allemaal tegelijk. Nina luistert niet naar wat Dex vertelt en slaat alle pilletjes achterover. Eerst lijkt er niks aan de hand, maar al snel begint Nina te trillen. Dex raakt in paniek, maar gelukkig is Martijn in zijn praktijk. Martijn weet Nina te reanimeren en red hierdoor haar leven. Nina wil niet dat haar ouders dit te weten komen. Dex en Martijn beloven niks te vertellen.
Martijn is woedend nu hij weet dat Dex in zijn medicijnkast heeft zitten rommelen. Ook Irene heeft weinig begrip voor haar zoon, ze wil hem zelfs aangeven. Na overleg met Martijn besluiten ze dat Dex een tijdje moet meelopen in een kliniek.

### René Meijer
De verliefdheid voor Nina is nog steeds niet over. Nina heeft haar ogen gericht op René Meijer, een man die haar tassen wil kopen. Dex heeft meteen geen goed gevoel bij hem. Nina probeert René te verleiden omdat ze verliefd is. Dex luistert in Teluma per ongeluk een telefoongesprek af tussen René en een van zijn vrienden. Als hij hoort wat René over Nina te zeggen heeft, ontstaat er een gevecht. Zus Ronja haalt Dex van René af. René kan er alleen maar om lachen.
Nina is niet blij dat Dex René heeft aangevallen en wil even niks met hem te maken hebben. Als Dex op een avond in Teluma zit, ziet hij hoe drie mannen, waaronder René, Nina proberen dronken te voeren. Hij probeert Nina te waarschuwen, maar hij wordt door de beveiliger Teluma uitgezet. Nog geen dag later hoort Dex dat Nina is verkracht door René. Nina krijgt de politie over de vloer, maar zij geloven haar niet omdat verschillende mensen haar hebben gezien toen zij René probeerde te verleiden.
Nina vraagt Dex om hulp en hij wil graag wat voor haar doen. Dex heeft een afspraak met agente Beekman. Het verhaal wat Dex vertelt klopt niet met dat van Nina. Nina vindt het jammer dat hun plan niet is gelukt, maar is hem wel dankbaar.

### Noud Bouwt
Dex is inmiddels goede vrienden geworden met Noud Alberts. Martijn en Irene vinden dat Dex over zijn toekomst moet na gaan denken. Ze willen dat hij een baantje gaat zoeken. Noud is inmiddels in de Rozenboom ontslagen en Laura stelt voor om een klusbedrijfje op te starten omdat hij zo handig is. Noud vindt dit een goed idee en vraagt Dex om de financiën te doen. Hun eerste grote klus is de kapsalon van Charlie, die later Charlie's zal gaan heten.
Dex is niet meer verliefd op Nina, maar heeft nu zijn oog laten vallen op Vicky Pouw. Vicky is echter al bezet, Noud heeft een relatie met haar. Toch probeert hij om Vicky te verleiden. Vicky vindt dat Dex een beetje vreemd doet en vraagt hem of hij verliefd op haar is. Dex ontkent dit, maar ziet haar wel als een heel goede vriendin.

### De Toneelacademie
Dex ontdekt dat Vicky een aanmeldingsformulier voor de Toneelacademie in haar tas heeft zitten. Dex vraagt onopgemerkt aan Noud of Vicky de Toneelacademie leuk vindt. Noud zegt dat Vicky graag naar de Academie wil, maar dat ze niet durft. Dex gebruikt dit om zo veel mogelijk bij Vicky in de buurt te zijn. Hij doet net alsof hij ook naar de Toneelacademie wil, maar dat hij niet durft. Vicky is blij dat ze eindelijk iemand heeft die hetzelfde heeft.
Vicky en Dex huren in de Rozenboom een kamer af om te oefenen. Vicky begint Dex steeds leuker te vinden. Dex wil zo veel mogelijk tijd aan Vicky besteden en doet daarom net alsof hij een gebroken arm heeft zodat hij niet met Noud Bouwt bezig hoeft te zijn.
Samen met Vicky gaat Dex naar de aanmeldingsdag van de Toneelacademie. Vicky heeft met Noud afgesproken dat ook hij meegaat. Dex kan Noud er echt niet bij hebben en draait de deur op slot als Noud bezig is in het kantoor van Bing. Dex belooft Vicky dat Noud straks zal komen en samen gaan ze naar de Academie. Vicky moet als eerste voor de jury verschijnen, maar wordt afgewezen. Vicky is teleurgesteld dat Noud niet is langsgekomen. Dex begint haar te troosten en ze zoenen. Op dat moment komt Noud binnen en ziet hun zoenen. Zonder iets te zeggen gaat hij terug naar huis. Vicky en Dex hebben niks in de gaten. Als Vicky thuiskomt wil Noud dat ze haar spullen pakt. Vicky vertrekt naar Floris. Dexs plan is gelukt.

### Modellencarrière
Als Vicky en Dex in Teluma zitten worden ze lastiggevallen door een modelscout. Hij wil Vicky graag als model hebben. Vicky ziet dat niet zitten en stuurt hem weg. Dex bedenkt het plan om Vicky over te halen om model te worden. Uiteindelijk krijgt Dex het voor mekaar dat Vicky model wil worden en noemt zichzelf Dexter Models.
Dex weet meteen een grote klant binnen te halen, Telefonon, een onderdeel van Sanders Incorporated. Vicky wordt het nieuwe gezicht van het merk. In diezelfde periode begint een kortstondige affaire tussen Vicky en Dex.
Uiteindelijk haakte Vicky al vrij snel af en besloot ze een punt te zetten achter haar modellencarrière en achter haar affaire met Dex.
Ze begon weer een relatie met haar ex-vriend Noud, die haar letterlijk bij Dex vandaan had gehaald. Dex overhandigde hen vervolgens een brief van het modellenbureau waarin ze aansprakelijk werd gesteld wegens wanprestatie en een forse schadevergoeding moest betalen.

## Familiebetrekkingen
- Irene Huygens (moeder)
- Martijn Huygens (vader)
- Ronja Huygens (zus)
- Sair Poindexter
- Henk "Onbekend" (oom)
- Lenie "Onbekend" (tante)
- Joris "Onbekend" (oom)
- Rutger Goedhart (oudoom; overleden)